# Виползово (Тальменський район)
Ви́ползово (рос. Выползово) — село у складі Тальменського району Алтайського краю, Росія. Входить до складу Луговської сільської ради.

## Населення
Населення — 459 осіб (2010; 561 у 2002).
Національний склад (станом на 2002 рік):
- росіяни — 87 %